# John Leerdam
John Arnold Walther Julius (John) Leerdam (Willemstad, 23 juli 1961) is een Nederlandse theatermaker/-regisseur en voormalig politicus. Hij was van 2003 tot 2010 en in 2012 lid van de Tweede Kamer voor de Partij van de Arbeid (PvdA).

## Levensloop

### Jeugd en opleiding
John Leerdam, geboren op Curaçao, is de zoon van een Surinaamse vader en een moeder afkomstig van het eiland Saint Kitts. In 1982 verhuisde hij naar Nederland om een opleiding theaterregie en dramadocent aan de Theaterschool in Amsterdam te volgen. Van 1986 tot 1987 en van 1991 tot 1996 verbleef Leerdam in New York, waar hij opleidingen volgde op het gebied van filmregie en -productie. Later was hij betrokken bij diverse theatergezelschappen.

### Artistieke en politieke carrière
Vanaf 1996 was Leerdam werkzaam bij het Cosmic Theater in Amsterdam, waarvan hij in 1999 directeur en artistiek leider werd. Hij bleef dit totdat hij bij de Tweede Kamerverkiezingen van 2003 gekozen werd voor de Partij van de Arbeid. Daarvoor was hij tussen 1998 en 2002 extern adviseur van staatssecretaris van Cultuur en Media Rick van der Ploeg. In de Tweede Kamer hield hij zich bezig met Antilliaanse zaken en met het cultuurbeleid. Hij pleitte in een notitie in 2005 voor een actieve cultuurpolitiek. Leerdam was ondervoorzitter van de vaste Kamercommissie voor Nederlands-Antilliaanse en Arubaanse zaken. Bij de Tweede Kamerverkiezingen van 2006 werd hij herkozen. Bij de Tweede Kamerverkiezingen van 2010 stond hij op plaats 33 op de kandidatenlijst, wat te laag bleek om herkozen te worden.
Op 29 februari 2012 werd hij echter alsnog geïnstalleerd als lid van de Tweede Kamer, in verband met de tijdelijke afwezigheid van Sharon Dijksma. Zij ging met zwangerschapsverlof.
In 2005 regisseerde Leerdam ter gelegenheid van 30 jaar onafhankelijkheid van Suriname het door Hugo Pos geschreven toneelstuk De tranen van Den Uyl (1988) over de fictieve ontmoeting tussen de Nederlandse journalist Han de Graaf en de Surinaamse journalist Jozef Slagveer - in 1982 een van de slachtoffers van de Decembermoorden. Joop den Uyl was premier tijdens de onafhankelijkheid van Suriname en was daarvan ook een groot voorstander. Leerdam ziet in het stuk een waarschuwing om met de Antillen niet dezelfde fout te maken.

#### Affaire 'Sharon'
Op 3 april 2012 werd Leerdam geïnterviewd door verslaggever Lex Uiting voor de ochtendshow GIEL van radio-dj Giel Beelen. Leerdam werd toen gevraagd te reageren op 'recente' uitspraak van de Israëlische oud-premier Ariel Sharon, dat Israël politiek asiel zou verlenen aan Bashar al-Assad, de president van Syrië. Leerdam antwoordde de journalist dat dit "goed in de gaten gehouden" moest worden bij de Verenigde Naties en bij de minister van Buitenlandse Zaken, vergetend dat Sharon op dat moment al zes jaar in coma lag en thuis verzorgd werd, en zich niet realiserend dat Israël nooit politiek asiel zou verlenen aan de president van Syrië. Vervolgens vroeg Uiting aan Leerdam wat hij vond van de vervroegde vrijlating van "straatterrorist Jael Jablabla", een niet bestaande figuur met een verzonnen naam. In de uitgezonden beelden vertelde Leerdam vervolgens dat hij zich uitgebreid in de zaak had verdiept en dat hij meer wist van Jablabla. Hij meldde verder dat hij zijn vice-fractievoorzitter Jeroen Dijsselbloem hier over had gesproken, en dat hij beschikte over geheime informatie die hij niet met de journalist mocht delen, dit terwijl Jael Jablabla helemaal niet bestond.
Op 4 april legde Leerdam zijn Kamerlidmaatschap neer na overleg met Diederik Samsom, omdat hij zelf vond dat hij door zijn uitspraken zijn geloofwaardigheid, die van zijn partij en die van de Tweede Kamer had aangetast. Hij werd opgevolgd door Margot Kraneveldt. In het praatprogramma Pauw & Witteman van 1 mei 2012, weken na het interview, zei Leerdam zelf over het voorval, dat hij meteen door had dat het een spel was en dat hij op een zeker moment ging meespelen, maar dat hij na de uitzending schrok van de manier waarop zijn uitspraken "geframed" waren en waren gaan lijken op serieuze antwoorden. Later in het programma kondigde hij aan burgemeester te willen worden. Anderen, onder wie Diederik Samsom, noemden het optreden en de reacties van Leerdam echter een blunder.

## Eerbetoon
Leerdam werd in 1999 ridder in de Orde van Oranje-Nassau.
In 2006 ontving hij in New York de Lifetime Service Award van de Council for Opportunity in Education, een onderscheiding voor zijn inzet voor het scheppen van kansen voor migranten.
Voor zijn bijdrage aan de culturele diversiteit in Amsterdam ontving hij in april 2017 de Amsterdamspeld, die hem werd uitgereikt tijdens een bijeenkomst van de Vereniging Antiliaans Netwerk (VAN) in De Balie door loco-burgemeester Simone Kukenheim.
In 2024 werd aan hem de Amerikaanse Secretary of State's Award for Global Anti-Racism Champions toekend, een anti-racismeprijs van de minister van Buitenlandse Zaken (Secretary of State). De award werd aan hem uitgereikt door de minister, Antony Blinken.